# La Jambre

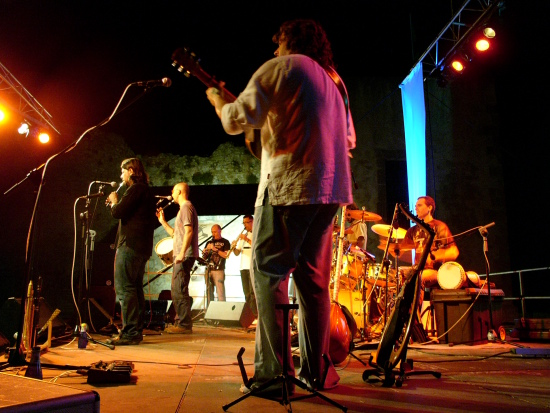
La Jambre en el festival Música al Castell en Denia, Alicante, España

La Jambre es una formación jerezana de música folk andaluza formada por José Cabral, Antonio de Magdalena, Hendo, Ismael Colón, Jesús Cabral, Pepe Torres y David Guillén.
Sus composiciones tratan de recuperar y actualizar la música tradicional andaluza que coexistió con el flamenco hasta ser desplazada por la vitalidad de este y de otras músicas más modernas. Dicha música popular, en su mayoría cantada, era interpretada en infinidad de celebraciones y festejos. Su gran riqueza melódica y la variada temática de sus letras, denota su origen ancestral y su procedencia de culturas variadas.
La Jambre muestra un enfoque progresivo y personal de ésta música popular andaluza, valiéndose para ello de elaborados arreglos y de instrumentos de diversas culturas, tanto tradicionales como modernos.

## Biografía
La formación fue creada a principios de 2003. En ese mismo año ganaron el I Certamen Internacional de Música Étnica (FIMEC) de Chiclana, 2003, así como uno de los certámenes más prestigiosos a nivel peninsular de música folk: el Concurso Folk “Cuartu de los Valles” de Navelgas (Asturias), celebrado en julio del mismo año. Ya en 2007 fueron proclamados ganadores del Proyecto Runas'07, dentro del Festival de Ortigueira.
Han participado en importantes festivales de España y el extranjero, y colaborado en la banda sonora para el documental de Canal + “La Montañas del Lobo”.
A principios de 2005 salió a la luz su primer álbum “Saltalindes”, siendo preseleccionado en la categoría a “mejor álbum de música tradicional” para la X Edición de los Premios de la Música de la Academia de las Artes y las Ciencias de la Música. En la grabación de este su primer disco contaron con la colaboración de músicos tan reconocidos como Vincent Molino (Radio Tarifa), Sebastián Rubio (La Musgaña y Radio Tarifa) y Manuel Mateo (Lombarda). Ese mismo año fueron invitados a participar en “The World Performing & Visual Arts Festival Pakistan” de Lahore (Pakistán) para representar a España en tal evento cultural y musical. 
En 2007 actuaron en el prestigioso festival “La Notte della Taranta” en Salento (Italia).
En 2008 apareció su segundo trabajo “La Lunas de Astarté”, siendo candidato en las categorías “mejor álbum de música tradicional” y “mejor álbum” en los XIII Premios de la Música.
Recientemente, "Saltalindes" ha sido considerado uno de los 10 discos más relevantes de la música folk peninsular en la última década, según la prestigiosa revista INTERFOLK.

## Componentes
- José Cabral - Guitarra, Ud, Baglamá, Cumbus, Gandana y Voz.
- Antonio de Magdalena - Voz, Dulzaina, Gaita, Gaita gastoreña, Xaphoon, Cromorno, Punteros y Zurna.
- Hendo - Flautas traveseras, flauta de tres agujeros y flauta tamboril, acordeón y coros.
- Ismael Colón - Batería y Percusiones.
- Jesús Cabral - Bajo eléctrico, Contrabajo y Percusiones.
- Pepe Torres - Clarinete, Saxofón y Duduk.
- David Guillén - Trompeta y Fliscorno.
- Marcos Plada - Técnico de sonido.

## Discografía
- “Saltalindes” (2005)

Producido por La Jambre. Editado por Bujío Producciones.
- “Las Lunas de Astarté” (2008)

Producido por La Jambre. Editado por Bujío Producciones.